# Aloe fragilis
Aloe fragilis ist eine Pflanzenart der Gattung der Aloen in der Unterfamilie der Affodillgewächse (Asphodeloideae). Das Artepitheton fragilis stammt aus dem Lateinischen, bedeutet ‚zerbrechlich‘ und verweist auf die leicht auseinanderbrechenden Rosetten der Art.

## Beschreibung

### Vegetative Merkmale
Aloe fragilis wächst stammlos oder kurzstämmig, ist vielköpfig und bildet große Gruppen mit niederliegenden Trieben. Die deltoid zugespitzten Laubblätter bilden Rosetten. Ihre glänzende, dunkel glauk-grüne Blattspreite ist 3 bis 5 Zentimeter (selten bis 10 Zentimeter) lang und 1,5 bis 2 Zentimeter breit. Auf der Blattoberfläche befinden sich viele weißlichgrüne Flecken. Die festen weißen Zähne am schmalen, grünlichweißen Blattrand fließen häufig zusammen.

### Blütenstände und Blüten
Der meist einfache Blütenstand – selten wird ein Zweig ausgebildet – ist 20 bis 60 Zentimeter lang. Die lockeren, zylindrischen Trauben sind 10 bis 15 Zentimeter lang und bestehen aus 25 Blüten. Die lanzettlichen Brakteen weisen eine Länge von etwa 2 Millimeter auf und sind 1 Millimeter breit. Die Blüten besitzen eine karminrote Basis, werden zur Mündung hin cremeweiß und weisen eine grüne Mittelrippe auf. Sie stehen an 8 bis 9 Millimeter langen Blütenstielen. Die Blüten sind 20 bis 25 Millimeter lang und an ihrer Basis kurz verschmälert. Auf Höhe des Fruchtknotens weisen sie einen Durchmesser von 4 Millimeter auf. Darüber sind sie sehr leicht verengt, dann leicht erweitert und anschließend zu ihrer Mündung hin erneut verengt. Ihre äußeren Perigonblätter sind auf einer Länge von etwa 5 Millimetern nicht miteinander verwachsen. Die Staubblätter und der Griffel ragen 1 Millimeter aus der Blüte heraus.

## Systematik, Verbreitung und Gefährdung
Aloe fragilis ist im Norden Madagaskars auf kristallinem Grundgebirge nahe der Meeresküste verbreitet.
Die Erstbeschreibung durch John Jacob Lavranos und Walter Röösli wurde 1994 veröffentlicht.
Aloe fragilis wird in Anhang I des Washingtoner Artenschutz-Übereinkommen geführt.

## Nachweise